# Parabapta unifasciata
Parabapta unifasciata là một loài bướm đêm trong họ Geometridae.